# Condega
Condega ist eine Gemeinde (municipio) im Nordwesten des mittelamerikanischen Staates Nicaragua. Es gehört zum Departamento Estelí, hat eine Fläche von 398 km² und ca. 30.000 Einwohner. Die Munizipalhauptstadt Condega liegt etwa 40 km nördlich der Bezirkshauptstadt Estelí.

## Geografie
Das Munizip besteht aus der Stadt Condega mit etwa 9.000 Einwohnern sowie 10 weiteren Gemeinden (comunidades), denen insgesamt 64 Ortschaften angehören.

## Wirtschaft und Infrastruktur

### Verkehr
Die Panamericana durchquert das Munizipalgebiet von Norden (Ocotal) nach Süden (Estelí).

## Städtepartnerschaften
- Ansfelden, Österreich
- Beroun, Tschechien
- Kreis Herford, Deutschland
- Löhne, Deutschland
- Rijswijk, Niederlande
- Bend, Vereinigte Staaten
- Fairfax, Vereinigte Staaten